# Lyelliana
Genre
Lyelliana est un genre d'insectes lépidoptères (papillons) australiens de la famille des Geometridae.

## Classification
Le genre Lyelliana est créé en 1916 par l'entomologiste australien Alfred Jefferis Turner (1861-1947),, qui le classe alors dans la sous-famille des Boarminanae (famille des Geometridae).
Selon BioLib en 2023, le genre est classé dans la sous-famille des Ennominae et la tribu des Nacophorini.

### Étymologie
Le nom générique, Lyelliana, a été donné en l'honneur de l'entomologiste australien George Lyell (d) pour l'aide précieuse qu'il a fourni à l'auteur.

### Cladogramme
Cladogramme selon Catalogue of Life :
| Lyelliana | \| \| Lyelliana ancyloma \| \| \| \| \| \| Lyelliana dryophila \| \| \| \| \| \| Lyelliana phaeochlora \| \| \| \| \| \| Lyelliana pristina \| \| \| \| |
|           | \| \| Lyelliana ancyloma \| \| \| \| \| \| Lyelliana dryophila \| \| \| \| \| \| Lyelliana phaeochlora \| \| \| \| \| \| Lyelliana pristina \| \| \| \| |
|           | Lyelliana ancyloma |
|           | |
|           | Lyelliana dryophila |
|           | |
|           | Lyelliana phaeochlora |
|           | |
|           | Lyelliana pristina |
|           | |

## Liste d'espèces
Selon IRMNG en 2023 les espèces référencées sont au nombre de quatre :
- Lyelliana ancyloma Turner, 1917
- Lyelliana dryophila Turner, 1917
- Lyelliana phaeochlora Turner, 1917 - espèce type
- Lyelliana pristina Turner, 1926

### Publication originale
- [1916] (en) A. Jefferis Turner, « A third contribution to a knowledge of the lepidopterous fauna of Ebor scrub, N.S.W », Proceedings of the Linnean Society of New South Wales, Sydney, Pepperday & Co, vol. 41,‎ 13 septembre 1916, p. 249–260 (ISSN 0370-047X, OCLC 1755950, DOI 10.5962/BHL.PART.15314, lire en ligne).